# Waller Friedhof

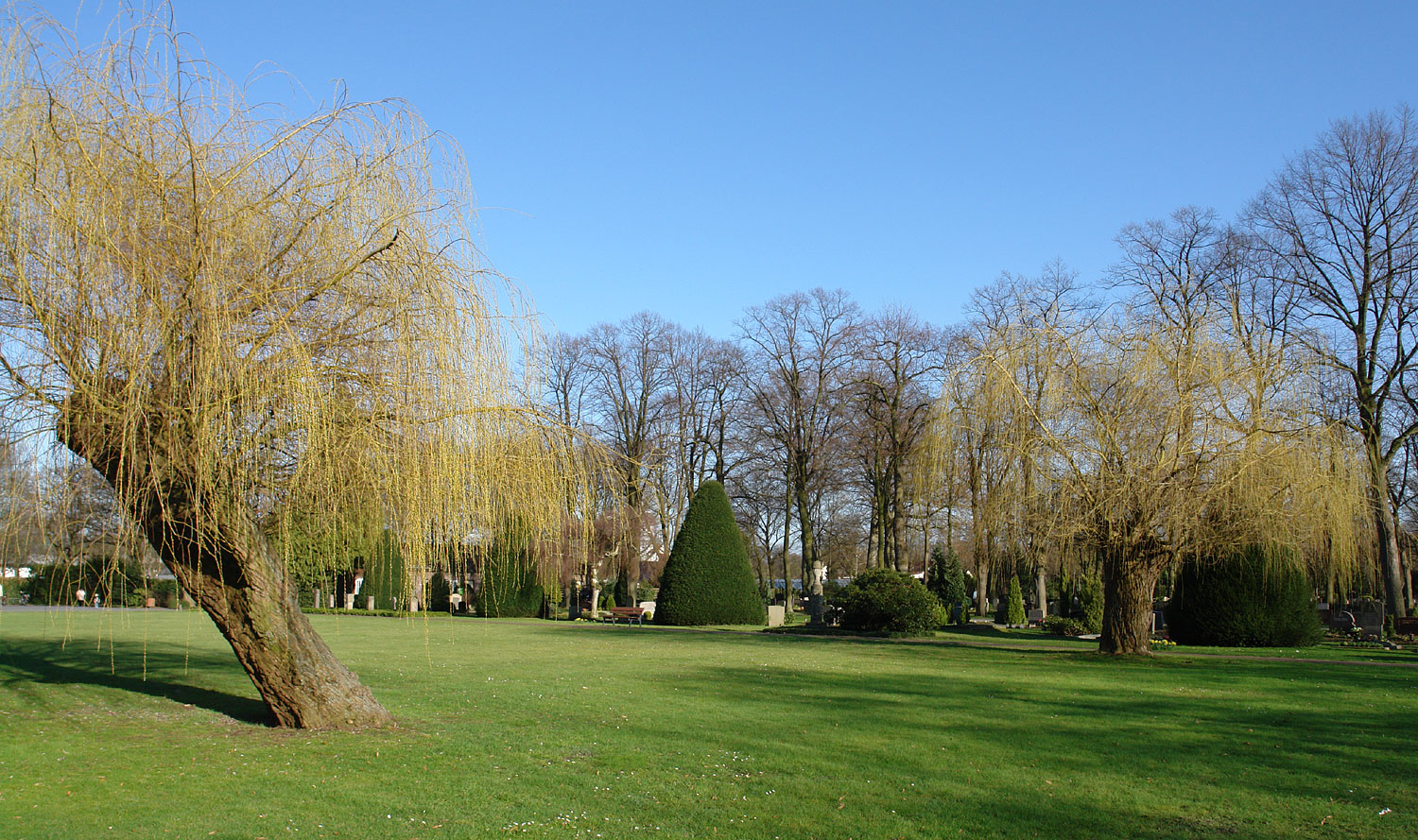
Waller Friedhof (am Haupteingang im März)

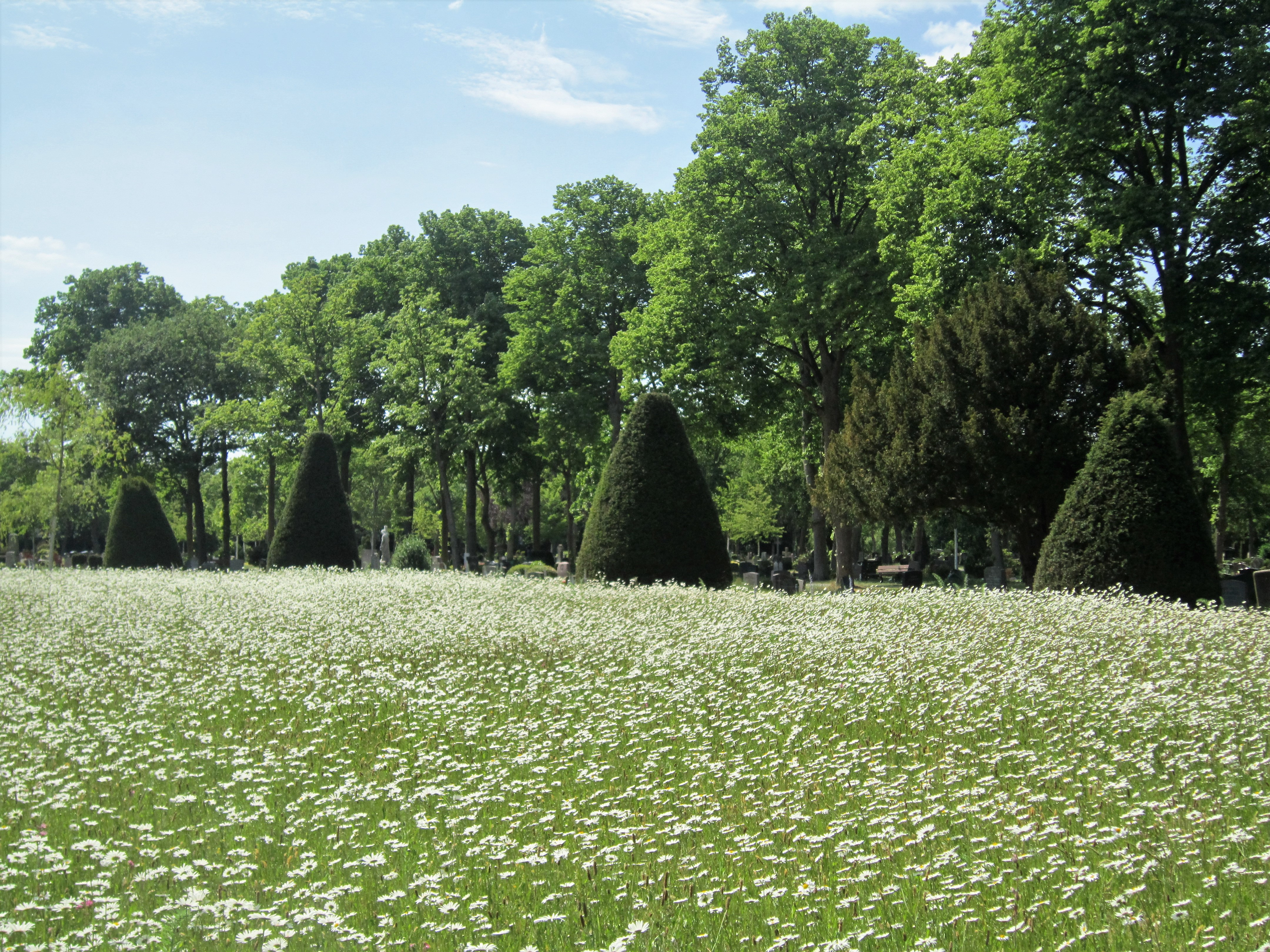
Waller Friedhof (am Haupteingang zu Pfingsten)

Der Waller Friedhof im Bremer Stadtteil Walle bildet zusammen mit dem angrenzenden Waller Park eine zusammenhängende Grünfläche von erheblicher Ausdehnung mit entsprechendem Erholungswert in einem ansonsten dicht besiedelten Wohngebiet in Hafenrandlage.

## Geschichte
Nach dem Deutsch-Französischen Krieg (1870/71) plante der Bremer Senat einen Ersatz für die beiden Friedhöfe am Doventor und am Herdentor, die aufgegeben werden sollten. Der Waller Friedhof sollte dabei als westliche Ergänzung zum ebenfalls neuen Riensberger Friedhof angelegt werden. Das erforderliche Gelände wurde vom nahen Gut Achelis in Walle erworben.
Den 1872 ausgeschriebenen Wettbewerb gewann der Gestalter des Riensberger Friedhofs, der Landschaftsgärtner Jancke aus Aachen. Die Bauarbeiten, zu denen der Aushub von Wassergräben und Teichen gehörte, begannen im November 1872, am 1. Mai 1875 fand die Einweihung statt. Bereits 1885 wurde eine Erweiterung geplant, an der auch der Landschaftsgärtner Wilhelm Benque beteiligt war, sie kam aber erst ab 1895 zur Ausführung.

## Grab- und Denkmäler
Neben vielen kunstvollen und schlichten Grabmalen befinden sich auf dem Friedhof auch solche, die an ein Stück Bremer Geschichte erinnern, wie das mächtige 1878/79 gebaute Mausoleum der Familie Knoop, in dem am 20. August 1894 der Baron Ludwig Knoop bestattet wurde. Oder das Denkmal für die Opfer der Bremer Räterepublik, das von Georg Arfmann geschaffen wurde. Es dient als Ersatz für das 1922 von Bernhard Hoetger gestaltete und 1933 von den Nationalsozialisten zerstörte Werk. Hier befindet sich auch eine Ehrenanlage für die Bombenopfer des Zweiten Weltkrieges, sowie die Gräber einiger prominenter Persönlichkeiten (siehe unten).
Die neugotische Friedhofskapelle von 1875 wurde im Zweiten Weltkrieg ein Opfer der Bomben, die auch weite Teile des Friedhofs beschädigten.
Nach dem Krieg wurde der schon 1937 erweiterte Friedhof nochmals auf jetzt 29 Hektar vergrößert.
Kapelle und Krematorium

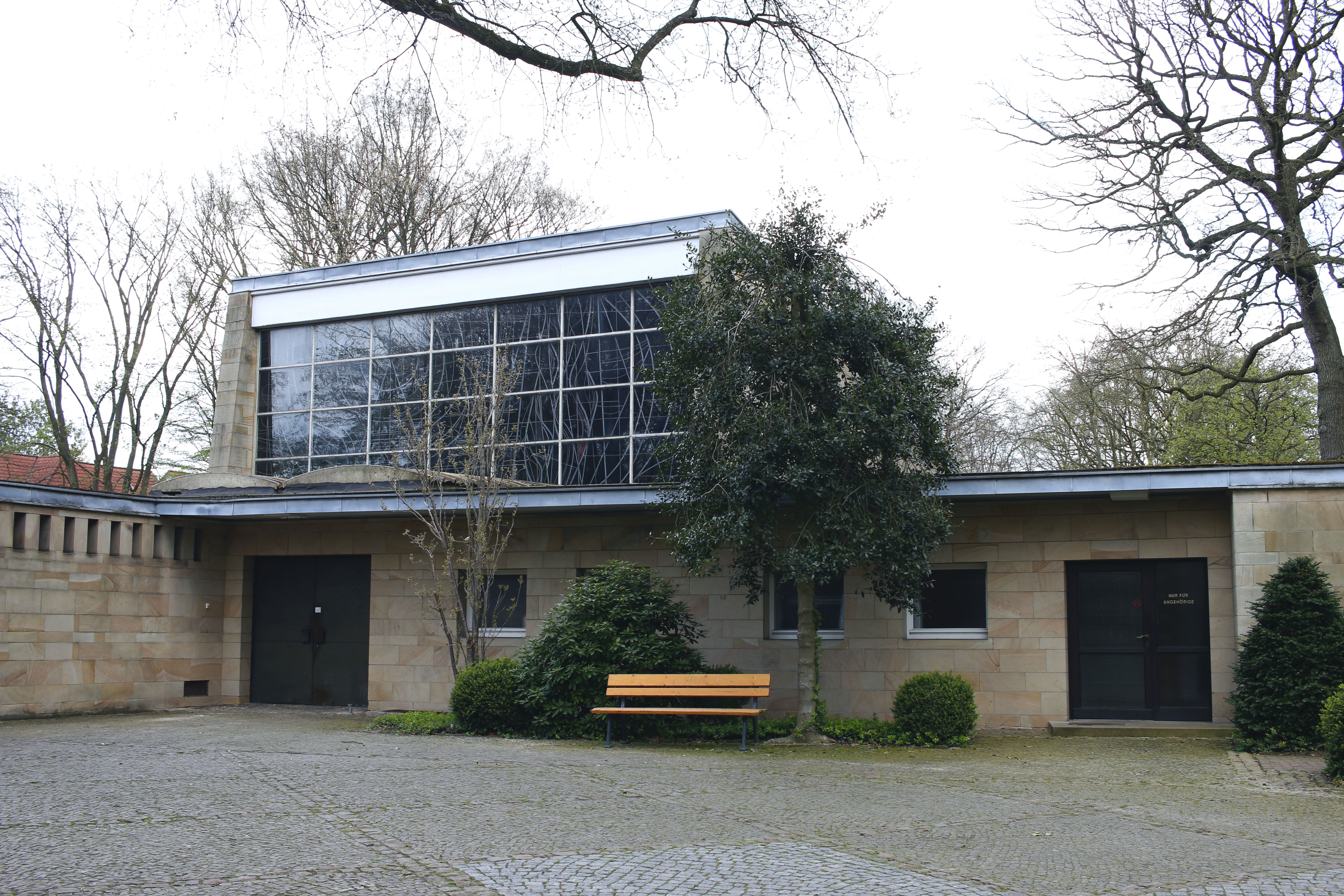
Kapelle (Architekt: Otto Bartning)

Die Kapelle, das Krematorium und eine Urnenhalle wurden 1957 nach Plänen von Otto Bartning (Darmstadt) gebaut. Entstanden ist eine stark gegliederte Baugruppe, die ihre Lage an einer leichten Erhebung ausnutzt. Inszeniert wurde der Weg, den die Trauergäste zurückzulegen, vom tiefsten Punkt der Anlage über einen Vorhof in den trapezförmigen Kapellenraum „als Weg ins Licht“. Seit 2024 sreht die Gebäudegruppe unter Denkmalschutz.
Grabstätten
Besonders sehenswürdige Grabstätten (Auswahl):
- Mausoleum Knoop: Im gotischen Stil gebaut und auffällig als einziges Objekt an der nordwestlichen Seite des großen Sees. Über der unterirdischen Gruft befindet sich ein Baldachin, unter dem eine lebensgroße Jesus-Statue steht. Das Mausoleum wurde 2005 unter Denkmalschutz gestellt. Jahrelang stand die Gruft unter Einsturzgefahr. Im Sommer 2009 wurde sie aufwendig restauriert und am 18. September 2009 feierlich wieder zugänglich gemacht.[3] Es steht seit 2005 unter Bremer Denkmalschutz.[4] (Lage: EE 11a-d, Koordinaten: 53° 6′ 32″ N, 8° 46′ 1,6″ O).
- Familiengrab von Friedrich Carl Ferdinand Nielsen: Nach dem Mausoleum Knoop die zweitgrößte, historische Anlage des Friedhofs, ebenfalls im gotischen Stil errichtet (Lage: Planquadrat J, Koordinaten: 53° 6′ 23,2″ N, 8° 46′ 2,3″ O).
- figürliche Grabmale: Familie Johann Daniel Pröhl (Planquadrat EE), Eberhard Tolken (EE), Bertram Joh. Melchers (QQ), Familie C. Sengstack, Heinrich L. Löffler (Grablage B 48).
- Familiengrab Ahrend-Oldecop: Der Grabstein enthält eine detaillierte Einarbeitung eines Totenkopfs und darunter die Inschrift Vita somnium breve, auf Deutsch: Das Leben ein kurzer Traum (Planquadrat PP).

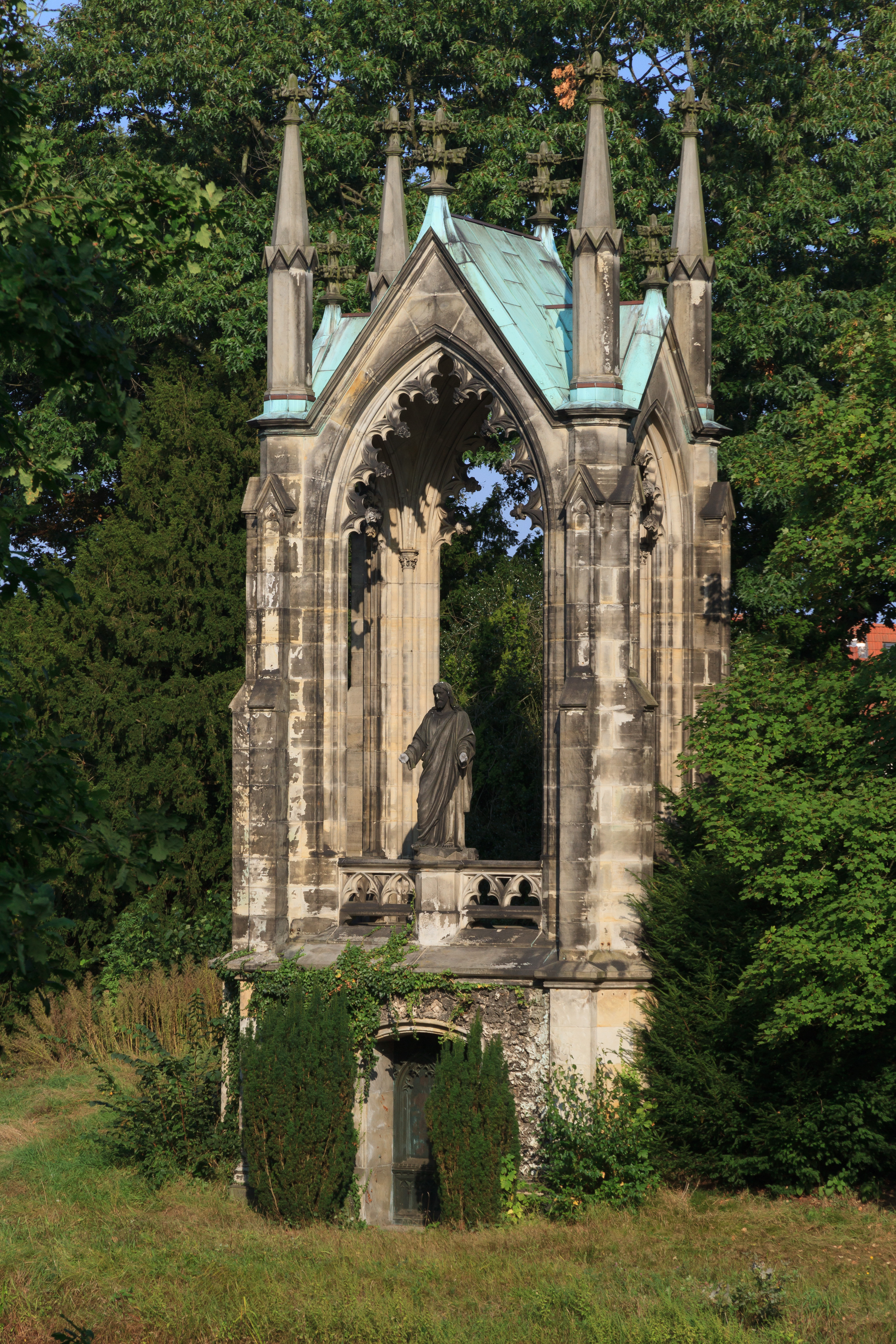
Mausoleum Knoop
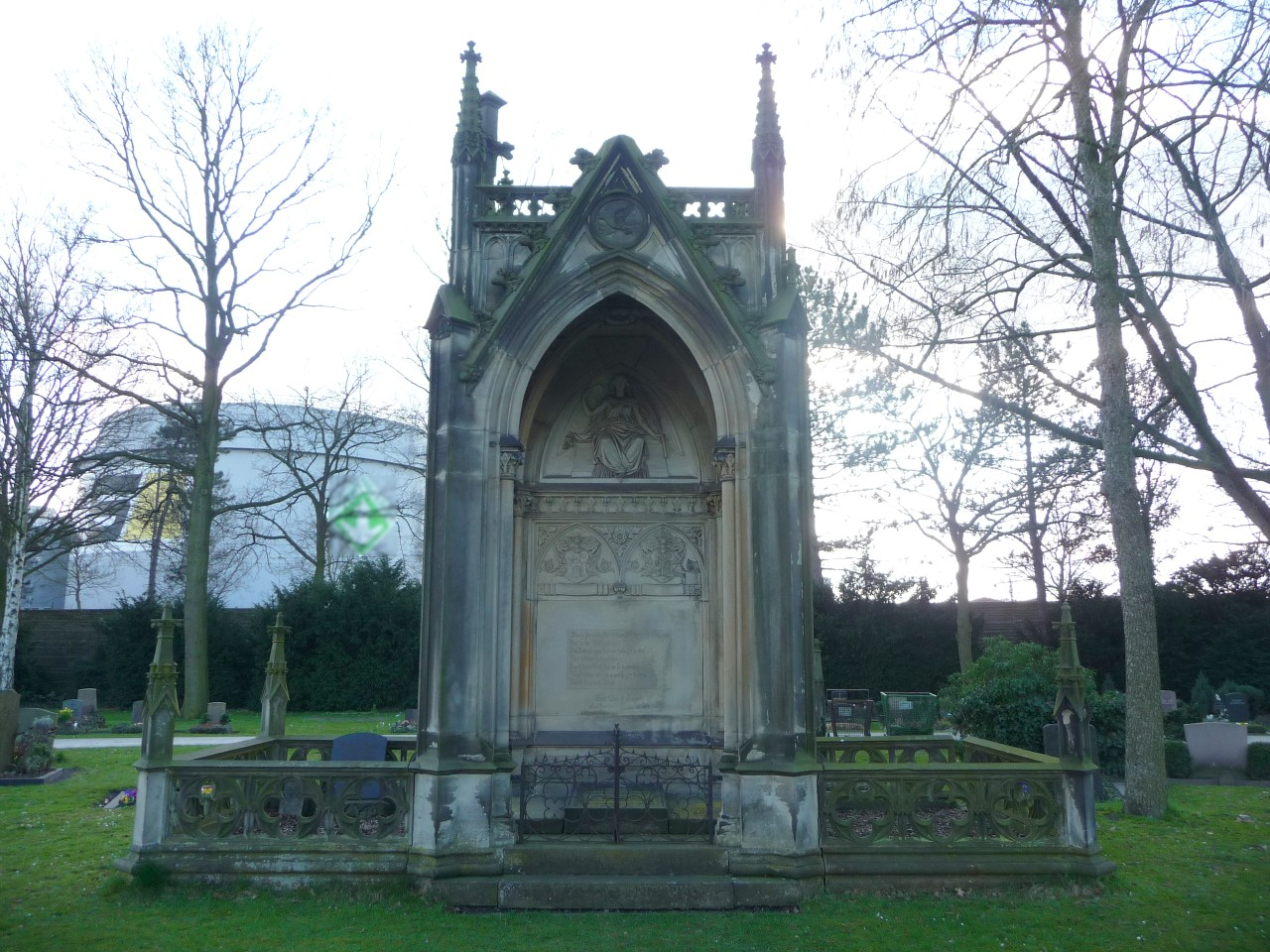
Mausoleum F. C. F. Nielsen
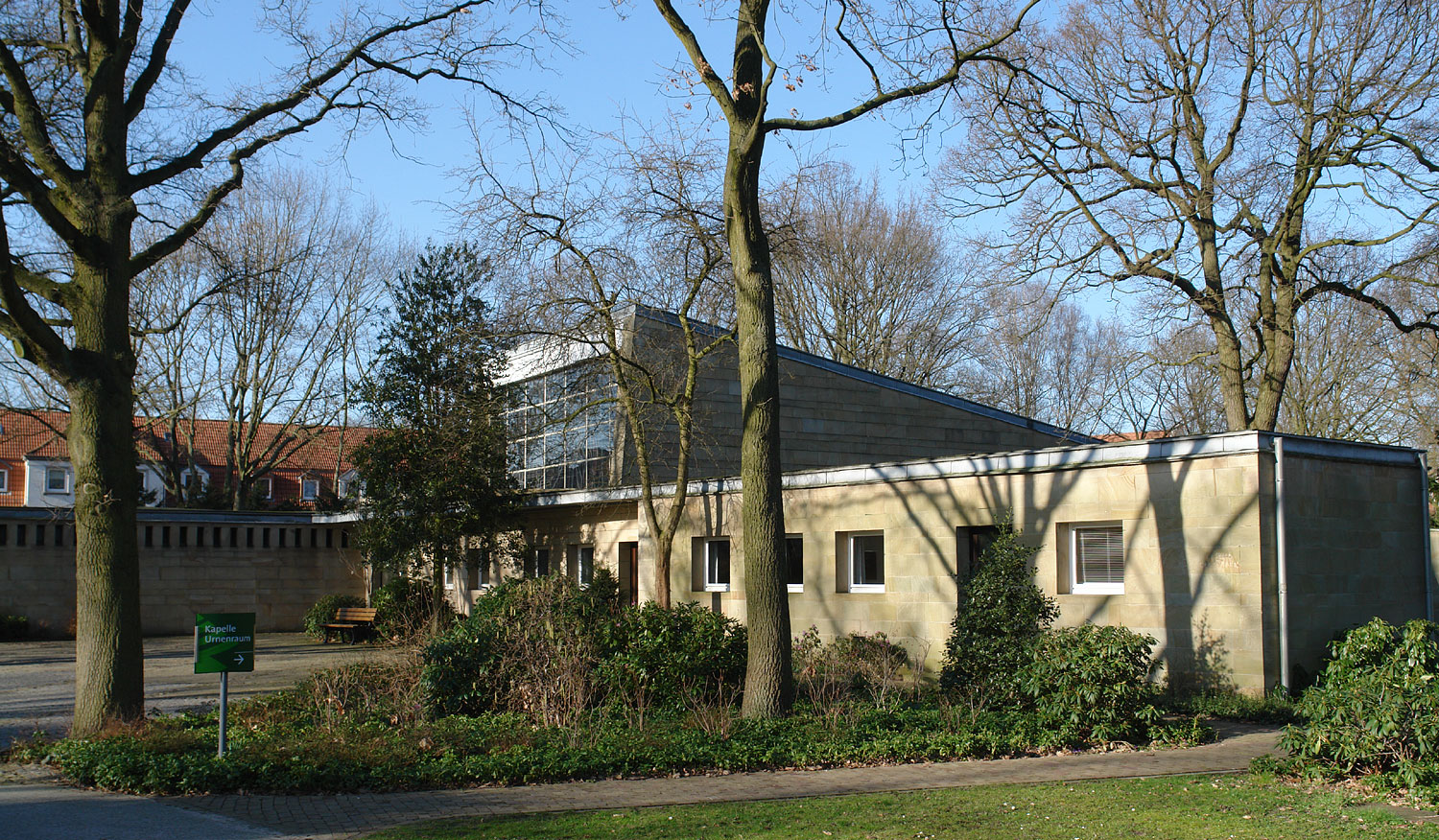
Kapelle mit Urnenraum
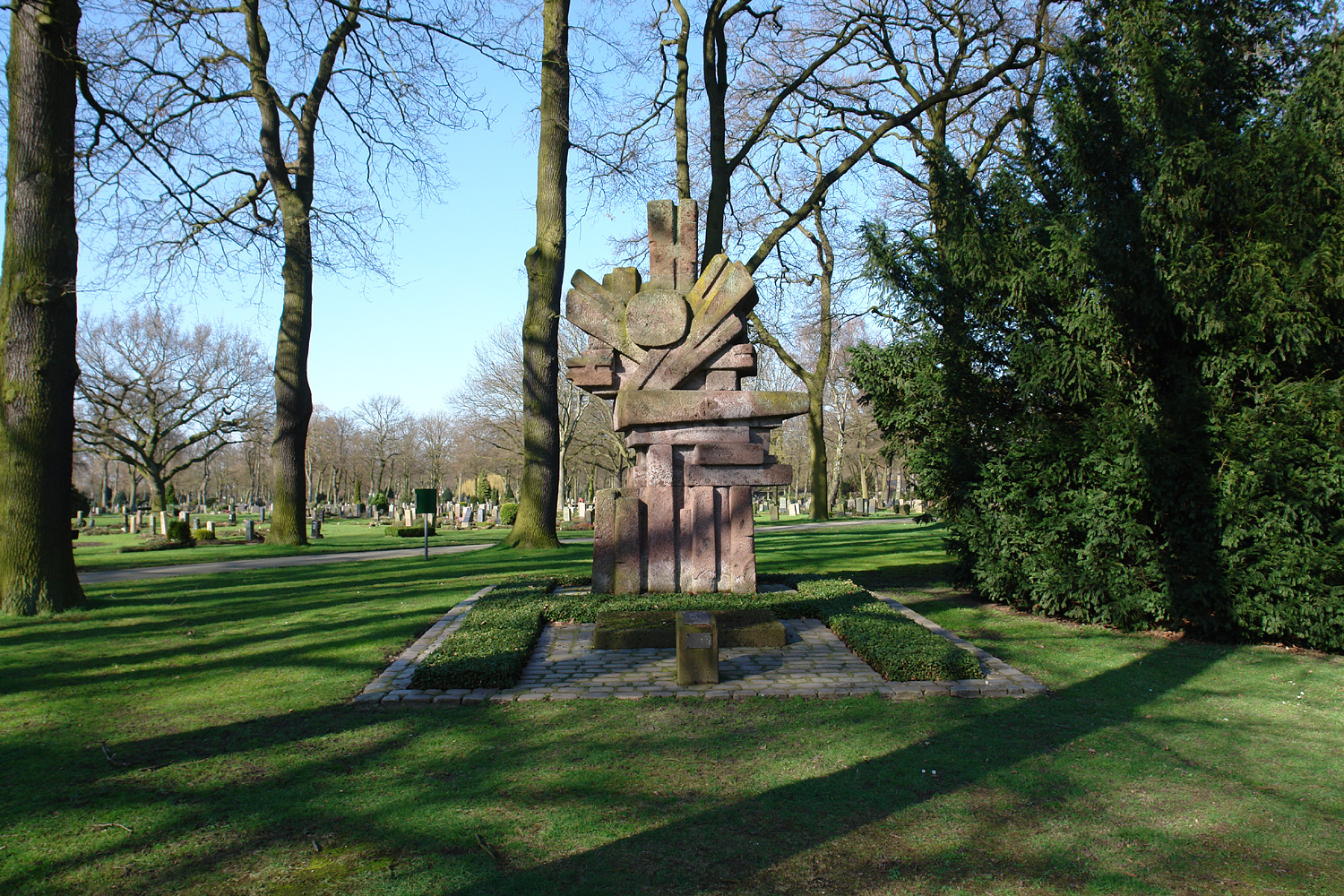
Denkmal für die Gefallenen der Bremer Räterepublik
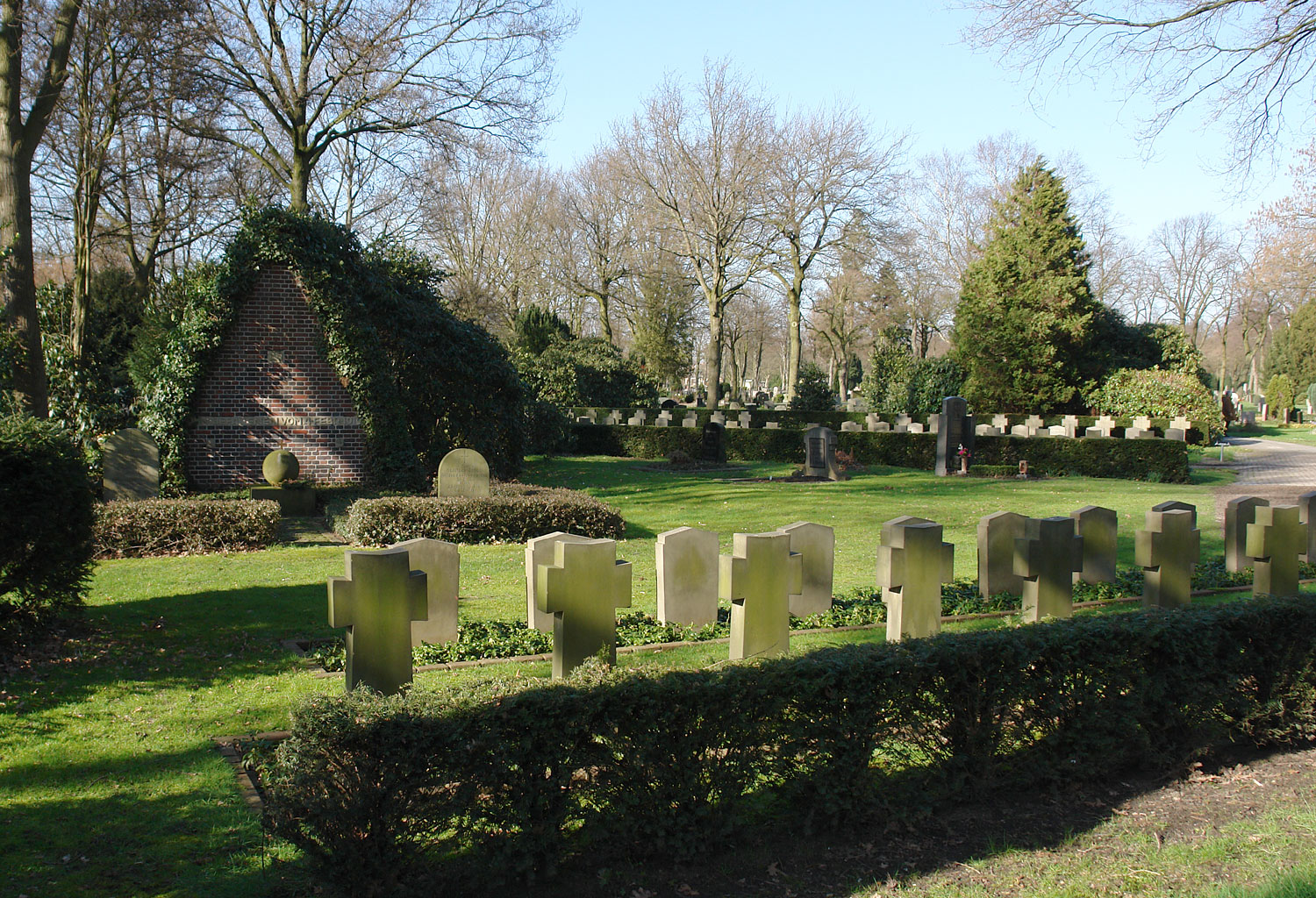
Grabmal der Division Gerstenberg

## Beigesetzte Persönlichkeiten
- Friedrich Aevermann – Lehrer und Senator († 1962, Grablage BB 1516)
- Friedrich Carl Albrecht – Kaufmann († 1952, Grablage QQ 284)
- Wilhelm Benque – Landschaftsgärtner und Gartenarchitekt († 1895, Grablage R 196)
- Adolph Bermpohl – Navigationslehrer und Initiator der DGzRS († 1887, Grablage L 65)
- Arthur Breusing – Direktor der Bremer Steuermannsschule
- Carl Friedrich Christian Buff – Kaufmann, Bürgermeister und Präsident des Senats († 1891, Grablage X 82)
- Nikolaus Delius – Altphilologe († 1888, Grablage J 137)
- Heinrich Flügel – Rechtsanwalt und Notar († 1940, Grablage X 28)
- Johann Focke – Rechtsanwalt, schuf das Focke-Museum († 1922, Grablage AA 102)
- Nicolaus Freese – Kaufmann († 1958, Grablage E 122)
- Wilhelm Fricke – Dichter und Journalist († 1887, Grablage S 253)
- Stephan von Gröning – Nachrichtendienstoffizier († 1982, Grablage NN 21)
- Lüder Halenbeck, Lehrer aus Vegesack, Heimatforscher und Schriftsteller († 1895, Grablage EE 66a)
- Hermann Heinrich Henrici – Theologe, Pfarrer an St. Stephani († 1894, Grablage Y 87)
- Otto Hotzen – Arzt und Dichter († 1899, Grablage C 39)
- Kevin – Opfer von Kindesmisshandlung († 2006)[5][6][7]
- August Kippenberg – Lehrer und Seminarleiter († 1889, Grablage EE 41a-d)
- Carl Louis Klawitter – Buchhändler, Politiker († 1953, Grablage WBP II 108)
- Ludwig Knoop – Kaufmann und Industrieller († 1894, Grablage EE 11a-d (Mausoleum))
- Rudolph Künkler, – Rechtsanwalt († 1961, Grablage C 39)
- Christian Lahusen – Kaufmann († 1898, Grablage Y 9)
- Johannes Lücke (NS-Opfer) – NS-Opfer († 1933), Grablage V V 2
- Gottfried Menken – Pastor und Theologe († 1831, Grablage C 43)
- Friedrich Wilhelm Neukirch – Spediteur († 1923, Grablage N 63)
- Fritz Overbeck – Maler († 1909, Grablage O 1)
- Friedrich Rauers  – Historiker und Archivar († 1954, Grablage N 63)
- Ronny (Schlagersänger) (1930–2011, Grablage BB Nummer 357)
- Emil Schier – Kaufmann († 1956, Grablage BB 287)
- Emil Sommer – Gewerkschaftsführer, Senator († 1937, Grablage FF 776)
- Franz Stapelfeldt – Werftdirektor († 1954, Grablage NN 183)
- Johann Stoevesandt – Direktor und Chefarzt († 1933, Grablage Y 88)
- Franz Tecklenborg – Kaufmann, Reeder und Werftbesitzer († 1886, Grablage Y 96)
- Eduard Tecklenborg – Kaufmann, Reeder und Werftbesitzer, Sohn von Franz Tecklenborg († 1926, Grablage Y 96)
- Wilhelm Tecklenborg – Kaufmann und Automobilindustrieller († 1948, Grabanlage Y 96)
- Fritz Tecklenborg – Kaufmann und Industrieller, Sohn von Eduard Tecklenborg († 1964, Grablage Y 96)
- Wilhelm Tidemann – Dichter († 1949, Grablage Y 96)
- Paul Gerhard Tiefenthal – Pastor († 1932, Grablage DD 296)
- Cornelius Rudolf Vietor – Pfarrer an St. Stephani (Bremen) († 1932, Grablage Y 71)
- Ludwig Waigand – Schriftsetzer, Gewerkschafter und Redakteur († 1923, Lage AA 104)
- Carsten Waltjen – Ingenieur, Fabrikant und Gründer der AG Weser († 1880, Grablage R 156)